# 陆墟桥
31°34′52″N 120°05′26″E / 31.58109°N 120.09053°E
陆墟桥，位于中华人民共和国江苏省无锡市惠山区陆区镇普照村，是江苏省文物保护单位。

## 特点
陆墟桥呈东西走向、单孔石拱，始建于南宋宝庆三年（1227年），由陆灿用当地阳山石所建。明成化二十年（1484年）重修，清咸丰五年（1855年）又重修。桥两侧楹柱上刻八言阳文楹联两副。桥北侧的仍存，桥南侧的楹联已模糊。2003年，无锡市人民政府公布其为无锡市文物保护单位。2019年3月，江苏省人民政府认定其为江苏省文物保护单位。